# Басманова, Марианна Павловна
Мариа́нна Па́вловна Басма́нова (род. 20 июля 1938, Ленинград) — петербургская художница, иллюстратор книг для детей. Муза и неофициальная жена поэта Иосифа Бродского, многие его стихотворения посвящены «М.Б.».

## Биография
Родилась 20 июля 1938 года в Ленинграде в семье художника Павла Басманова. Её дедом по матери был советский терапевт, академик АМН СССР Георгий Ланг. Мать, Наталия Басманова, была наполовину голландкой, наполовину немкой.
В 1941—1942 годах находилась в Ленинграде. В сентябре 1942 года вместе с матерью и бабушкой была эвакуирована в Алтайский край. Вернулась в Ленинград в феврале 1945 года
После войны семья Басмановых жила в Ленинграде, в доме 15 по улице Глинки, в бывшей квартире художников А. Н. Бенуа и, позднее, Н. А. Тырсы, знакомого П. И. Басманова с довоенного времени: «Тырса жил в просторной квартире, когда-то принадлежавшей родителям Александра Бенуа и описанной последним в его мемуарах. Собирались в огромной светлой комнате, бывшей гостиной Бенуа, с невысокой эстрадой, которую отделяла арка. Окна выходили на особняк XVIII века, где, по преданию, происходили в пушкинские времена собрания общества „Зелёная лампа“».
В 1950-е годы в течение двух лет была вольнослушательницей в Средней художественной школе (СХШ).
C 1956 по 1960 год училась рисунку, композиции и изучала принципы нового искусства у художника Владимира Стерлигова. Первая выставка М. П. Басмановой прошла в 1959 году на квартире художников В. В. Стерлигова и Т. Н. Глебовой. «Выставка Марины Басмановой состоялась у Стерлигова (Большой пр., 98) в 1959 году. Около сорока работ, акварели (преимущественно пейзажи). Приходили на неё обычные гости выставок В. В. Стерлигова и друзья Павла Ивановича Басманова».
С 1960 года начала работать в книжной графике. Иллюстрировала книги для детей дошкольного и младшего школьного возраста. Несколько книг проиллюстрировала совместно с матерью, Н. Г. Басмановой. В конце 1960-х — 1970-х гг. постоянно работала с детскими журналами «Мурзилка» и «Костёр».
В 1962—1963 годах сделала ряд портретных зарисовок Анны Ахматовой.
С 1975 года — член ЛОСХ Союза художников России. Участница городских и всесоюзных выставок.
С 1994 по 2005 год работала научной сотрудницей в Государственном музее «Царскосельская коллекция». Занималась экспозицией музея, подготовила около сорока временных выставок.
Подготовила и провела ряд выставок своего отца в музеях России: Павел Басманов. ГРМ, 1996; Павел Басманов: Акварель, рисунок. СПб, ЦВЗ «Манеж», 2000; Рисунки и акварели Павла Басманова. М., ГТГ, 2002—2003; Ленинградский художник П. И. Басманов. Нижнетагильский музей изобразительных искусств, 2009.
В декабре 2014 организовала и провела в Петербурге первую персональную выставку Натальи Басмановой. В 2016 и 2017 гг. подготовила и провела в залах Библиотеки книжной графики выставки графики Коринны Претро и Юрия Сырнева.

## Творчество
Марианна Басманова в конце 1950-х годов стала первой ученицей художника и педагога В. В. Стерлигова, основывавшего свою работу на педагогической системе, созданной К. С. Малевичем и практиковавшейся в ГИНХУКе. По этой системе художники последовательно изучали новейшие системы в искусстве (импрессионизм, постимпрессионизм, сезаннизм, кубизм), супрематизм. В начале 1960-х гг. В. В. Стерлигов сделал вывод из супрематизма Малевича, и, взяв геометрическую форму как модуль строения мира, живописного и космогонического, открыл уже свою идею «чашно-купольного строения Вселенной». Первой, кого он в эту идею посвятил, стала Марианна Басманова. Привлечённая Стерлиговым к работе над новым пластическим пространством — сферическим, криволинейным, — Басманова создаёт свои работы: живопись, акварели, книжная графика, и прежде всего свои первые книги: «Муха-цокотуха» (1960) и «Весёлые песенки» (1961). Этот же принцип виден и во всех последующих работах художницы: как в композиции её работ, так и в присущей её учителю «светимости цвета». Творчество Басмановой Стерлигов оценивал высоко, видя в нём:

«Образ богатой духовной жизни, в котором заключается не само движение, а возможность его, образ, полный скрытой динамики, духовной силы или лирической мечтательности. Этот образ особенно свойственен русскому изобразительному искусству»
— В.В. Стерлигов .
М. П. Басманова всю жизнь работала художницей-иллюстратором детской книги. Все трое художников этой незаурядной семьи отличались по творческому почерку, хотя многие книги М. П. и Н. Г. Басманова делали вместе.

« Мир представлений Басмановой замыкается образами природы. Природа господствует в иллюстрациях художницы. И детские фигурки, иногда появляющиеся в рисунках растворяются в природных формах, становятся как бы одним из её элементов, органически сливаясь с деревьями, птицами, цветами в единый образ…
Трогающая зрителя вера в совершенство природы пронизывает всё творчество Басмановой, и является основой для поэтического восприятия её рисунков. Для того, чтобы выразить своё понимание природы, Басманова избрала тональный принцип цветового решения; краски растекаются по листу бумаги, незаметно переходя в из одного в другой цвет, образуя тончайшую гамму. Акварель, в технике которой художница обычно делает иллюстрации, .по своим возможностям отлично соответствует такому принципу. Для создания своих образов она пользуется не только краской, но и другими средствами изобразительного искусства: расположением цветовых пятен на листе и развороте книги, ритмикой этих пятен, линией. Виртуозно владея всеми этим средствами и согласуя их между собой, она убедительно передаёт своё проникновенное чувство природы.» — Г.И.Чугунов 

## Муза поэта Иосифа Бродского
В 1962 году Марианна Басманова познакомилась с поэтом Иосифом Бродским. С этого времени Марианне Басмановой, скрытой под инициалами «М. Б.», посвящались многие произведения поэта. «Стихи, посвящённые „М. Б.“, занимают центральное место в лирике Бродского не потому, что они лучшие — среди них есть шедевры и есть стихотворения проходные, — а потому, что эти стихи и вложенный в них духовный опыт были тем горнилом, в котором выплавилась его поэтическая личность». Первые стихи с этим посвящением — «Я обнял эти плечи и взглянул…», «Ни тоски, ни любви, ни печали…», «Загадка ангелу» датируются 1962 годом. Сборник стихотворений Иосифа Бродского «Новые стансы к Августе» (США, Мичиган: Ardis, 1983) составлен из его стихотворений 1962—1982 годов, посвящённых «М. Б.». Последнее стихотворение с посвящением «М. Б.» датировано 1989 годом.
8 октября 1967 года у Марианны Басмановой и Иосифа Бродского родился сын, Андрей Осипович Басманов.
Стихи из цикла «Новые стансы к Августе» стали основой документального телевизионного фильма «В плену у ангелов. Письмо в бутылке», канал «Культура» 2007, реж. Е. Потиевский. Стихи читает (закадровый голос) сын поэта, Андрей Басманов. В 1964—1965 и в 1972—1995 гг. М. П. Басманова и И. А. Бродский состояли в переписке, весь корпус которой в настоящее время хранится в Отделе рукописей РНБ, в архиве семьи Басмановых в Петербурге, в библиотеке Бейнеке Йельского университета, США. М. П. Басманова является творческим консультантом некоторых проектов, связанных с творчеством Бродского, — художественного фильма «Полторы комнаты, или Сентиментальное путешествие на родину», 2009, реж. Андрей Хржановский.

## Книжная и журнальная иллюстрации
- Светлячок // Звёздочка: Альманах для дошкольников. № 5. Л.: Детгиз, 1958.
- Карнавальные маски: Альбом. Л., 1959 (Совместно с Т. Н. Глебовой: 8 масок Т. Н. Глебовой, 4 маски М. П. Басмановой).
- Б. Можжевелов. Муха-цокотуха: Музыкально-плясовое представление по сказке К. Чуковского для детей дошкольного и младшего школьного возраста. Л.: Гос. муз. изд-во, 1960. (Обл., тит. л.).
- Весёлые песенки. Для детей дошкольного возраста. Л.: Гос. муз. изд-во, 1961. (Обл.).
- <Ил.> // Звёздочка: Альманах для дошкольников. Л.: Детгиз", 1962.
- Музыкальные игры-сказки для детей младшего возраста. Л.: Гос. муз. изд-во, 1963.
- О. Крилер. Май // Звёздочка: Альманах для дошкольников. Вып. 1. Л.: Детгиз, 1963. С. 8.
- П. Дудочкин. Почему хорошо на свете // Звёздочка: Альманах для дошкольников. Вып. 1. Л.: Детгиз. 1963. С. 30-31.
- Чукотские сказки / Записи и обработка А. Лозневого. Л.: Дет. лит., 1964.
- С Новым годом! Открытка. (Ёж с яблоком и коробкой). Л.: Сов. художник, 1967.
- М. Борисова. Восемь весенних песенок. Л.: Дет. лит., 1970.
- Стихи наших читателей./ Журнал «Костёр», 1972, № 4. С. 51[19].
- А. Чепуров. Золотой пожар. Л.: Дет. лит., 1972. Рис Н. и М. Басмановых
- А. Чепуров. Белая дорожка. Л.: Дет. лит., 1973. Рис. Н. и М. Басмановых.
- А. Чепуров. Солнце на дорожке. Л.: Дет. лит., 1974. Рис. Н.и М. Басмановых.
- А. Босев. Поёт зяблик: Стихи. М.: Дет. лит., 1975.
- Андерсен Г.-Х. Дюймовочка / Рис. Н. Басмановой. — Л.: Художник РСФСР, 1975[20].
- Юрий Коваль. Розовый снег: Рассказ. М. Журнал «Мурзилка», 1976. № 3, С.4.
- А.Крестинский. Катино лето: Рассказ. Л.: Дет. лит., 1977.
- Я. Сатуновский. Беги, беги, дорожка!: Стихи. М.: Дет. лит., 1982.
- С. Скаченков. Город мой над Невой: Стихи. Л.: Дет. лит., 1982.
- Н. Егоров. Огородный светофор. Стихи. Л. Детлит. 1984

## Семья
- Дед — Георгий Ланг (1875—1948), действительный член Академии медицинских наук СССР, терапевт, выдающийся клиницист.
- Мать — Наталия Ланг (Басманова) (1906—2000) — художница, книжный график.
- Отец — Павел Басманов (1906—1993) — художник, книжный график.
- Дядя — Михаил Басманов (1918—2006) — дипломат. С 1949 по 1969 год работал в полномочном представительстве СССР в КНР; секретарем посольства СССР в Пекине; вице-консулом генерального консульства СССР в Тяньцзине; управляющим советского Генерального консульства в Шэньяне (Мукдене); генеральным консулом в Синьцзяне. Поэт, автор многочисленных переводов китайской поэзии на русский язык. См. Басманов М. Избранное: Стихи. М.: 2004.
- Сын — Андрей Осипович Басманов (род. 8 октября 1967). С 2017 года член секции графики Санкт-Петербургского Союза художников.
  - Внуки: Дарья Андреевна Басманова(род. 28 апреля 1987), Прасковья Андреевна Басманова (род. 27 октября 1989),  Пелагея Андреевна Басманова (род. 1997), Анна Андреевна Басманова (род. 2000), Павел Андреевич Басманов (род. 2002).